# Holger Schwichtenberg
Holger Schwichtenberg (* 1972 in Essen) ist ein deutscher Autor von EDV-Büchern, IT-Trainer und -Berater sowie Unternehmer.

## Werdegang
Schwichtenberg studierte Wirtschaftsinformatik an der Universität Duisburg-Essen. 2003 wurde er mit der Schrift „Universal Component Trading – Dynamisch erweiterbares Trading mit heterogenen Softwarekomponenten“ promoviert. Er veröffentlichte 2000 sein erstes Buch im Verlag Addison-Wesley. Seitdem hat er Bücher bei den deutschen Verlagen Addison-Wesley, WEKA, Microsoft Press, Carl Hanser und O’Reilly sowie dem US-amerikanischen Verlag APress veröffentlicht. Zudem ist er für die Fachzeitschriften iX, dotnetpro und Windows Developer sowie die Nachrichten-Website Heise online als Autor tätig.

„Als Autor und Co-Autor von mehr als 90 Monographien und über 1400 Fachartikeln gehört Dr. Holger Schwichtenberg zu den bekanntesten IT-Fachjournalisten in Deutschland.“

Sein fachlicher Schwerpunkt ist die Entwicklung von webbasierten Anwendungen mit JavaScript und TypeScript sowie Windows-Anwendungen und Server-Anwendungen mit dem .Net-Framework und C#. Nach seiner Promotion war er als freier Dozent an verschiedenen Hochschulen tätig, so z. B. an der Hochschule für Ökonomie und Management und der Fachhochschule Münster. 1995 gründete Schwichtenberg ein Unternehmen für Entwicklertraining und Beratung zu Softwareentwicklungsthemen.

## Schriften (Auswahl)
- 2000: Praxishandbuch Windows 2000, WEKA Verlag, ISBN 3-8245-4085-1
- 2002: Praxishandbuch Automatisierte Administration mit Scriptsprachen: Konzepte und Lösungen, WEKA Verlag, ISBN 3-8245-8301-1
- 2004: Windows XP – Die Expertentipps, Microsoft Press, ISBN 3-86063-075-X
- 2005: Windows XP Professional, Addison-Wesley, 3-8273-2257-X
- 2006: Microsoft .NET 2.0 Crashkurs – Final Edition, Microsoft Press, ISBN 3-86063-987-0
- 2007: Windows Scripting Lernen, Addison-Wesley, ISBN 3-8273-2424-6
- 2008: Windows Vista Business, Addison-Wesley, ISBN 978-3-8273-2422-1.
- 2010: Windows PowerShell 2.0 – Das Praxishandbuch, Addison-Wesley, ISBN 3-8273-2926-4
- 2011: Microsoft ASP.NET 4.0 mit C# 2010 – Entwicklerbuch, Microsoft Press, ISBN 3-86645-530-5
- 2013: Verteilte Systeme und Services mit .NET 4.5, Carl Hanser Verlag, ISBN 3-446-43443-7
- 2014: Moderne Webanwendungen mit ASP.NET MVC und JavaScript, O’Reilly Media, ISBN 3-95561-740-8
- 2016: Einblicke in C# 6.0 (shortcuts 181) Kindle Edition, Software & Support Media, ISBN 978-3-86802-584-2
- 2017: Windows PowerShell 5 und PowerShell Core 6 – Das Praxishandbuch, Carl Hanser Verlag, ISBN 3-446-45331-8
- 2018: Effizienter Datenzugriff mit Entity Framework Core, Carl Hanser Verlag, ISBN 3-446-44898-5
- 2019: Docker und die Containerwelt – Einstieg und Expertentipps rund um Docker-Container, Software & Support Media, ISBN 978-3-86802-846-1
- 2020: Moderne Datenzugriffslösungen mit Entity Framework Core 5.0, www.IT-Visions.de, ISBN 3-934279-25-2
- 2021: Blazor 6.0: Blazor WebAssembly, Blazor Server und Blazor Desktop, www.IT-Visions.de, ISBN 3-934279-36-8
- 2022: PowerShell 7 und Windows PowerShell 5 – das Praxishandbuch, Carl Hanser Verlag, ISBN 3-446-47296-7
- 2023: C# 12.0 Crashkurs, www.IT-Visions.de, ISBN 3-934279-50-3
- 2024: .NET 9.0 Update: Die Neuerungen in .NET 9.0 gegenüber .NET 8.0, www.IT-Visions.de, ISBN 3-934279-56-2